# Thomas Rodr

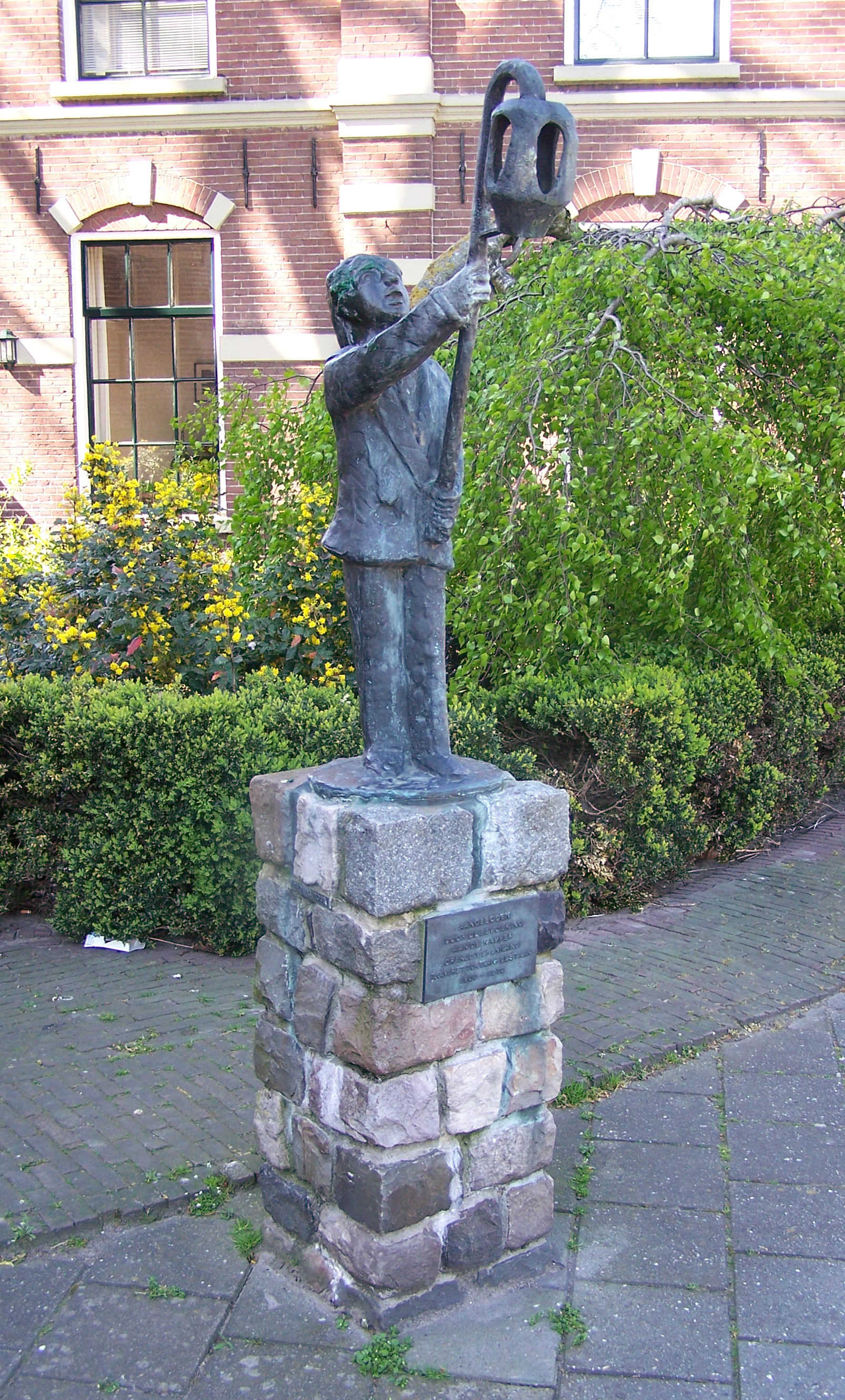
De Lantaarndrager (Kampen)

Thomas Rodr (Augustijn) (Sloveč, 15 de agosto de 1927 - Eindhoven, 6 de junio de 2011) fue un escultor y religioso de los Países Bajos. Comenzó su carrera como escultor en Praga. En 1947 se trasladó a los Países Bajos, y estudió en la Academia Jan van Eyck en Maastricht. En 1953, se ordenó sacerdote.

## Obras (selección)[1]
- Gregor Mendel (?) - Pim Mulierlaan (Mendelcollege), Haarlem.
- Spelende kinderen (1968) - Straelseweg (Basisschool Gemma), Venlo.
- Communicatie (1976) - St. Urbanusweg (Terrein Océ), Venlo.
- Drie danseressen of Riengele-riengela-roza (1978) - Pastoor Wijnenplein, Kerkrade.
- Vrouw met kruik (1980) - Parade, Venlo.
- Co-operation (1982) - Schiphol Plaza (Kappé), Schiphol.
- De Lantaarndrager (1982) - Koornmarktspoort-IJsselkade, Kampen.
- Samenwerking (1986) - Mariaoord-Noordwal-Doelen, Gennep.
- Lezend meisje (1992) - Antoniuslaan, Blerick.